# Манґа

Слово «Манґа», написане ієрогліфами

Ма́нґа (яп. 漫画 マンガ — малюнки, також може називатися комікку (яп. コミック)) — комікси, що створені в Японії або японською мовою.
Манґа в тій формі, в якій вона існує сьогодні, почала розвиватися після Другої світової війни, хоча традиція видання ілюстрованих романів має глибоке коріння в ранньому японському мистецтві.
Манґа визнана і як форма образотворчого мистецтва, і як літературне явище. Існує безліч творів різних жанрів та тем: пригоди, романтика, спорт, історія, гумор, наукова фантастика, жахи, еротика, розраховані на різні вікові групи (PG) — є для всіх категорій, також конкретні групи «PG13», «PG17-18» та «PG21», стать (тобто розраховані на чоловічу аудиторію «це сьонен» та жіночу аудиторію «це сьодзе») тощо.
З 1950-х років манґа перетворилася на велику галузь японського книговидавництва з оборотами в 500 млрд єн (станом на 2006 рік). Вона стала популярною у всьому світі, особливо в США, де продажі за даними на 2006 рік перебували на рівні 175—200 млн доларів США.

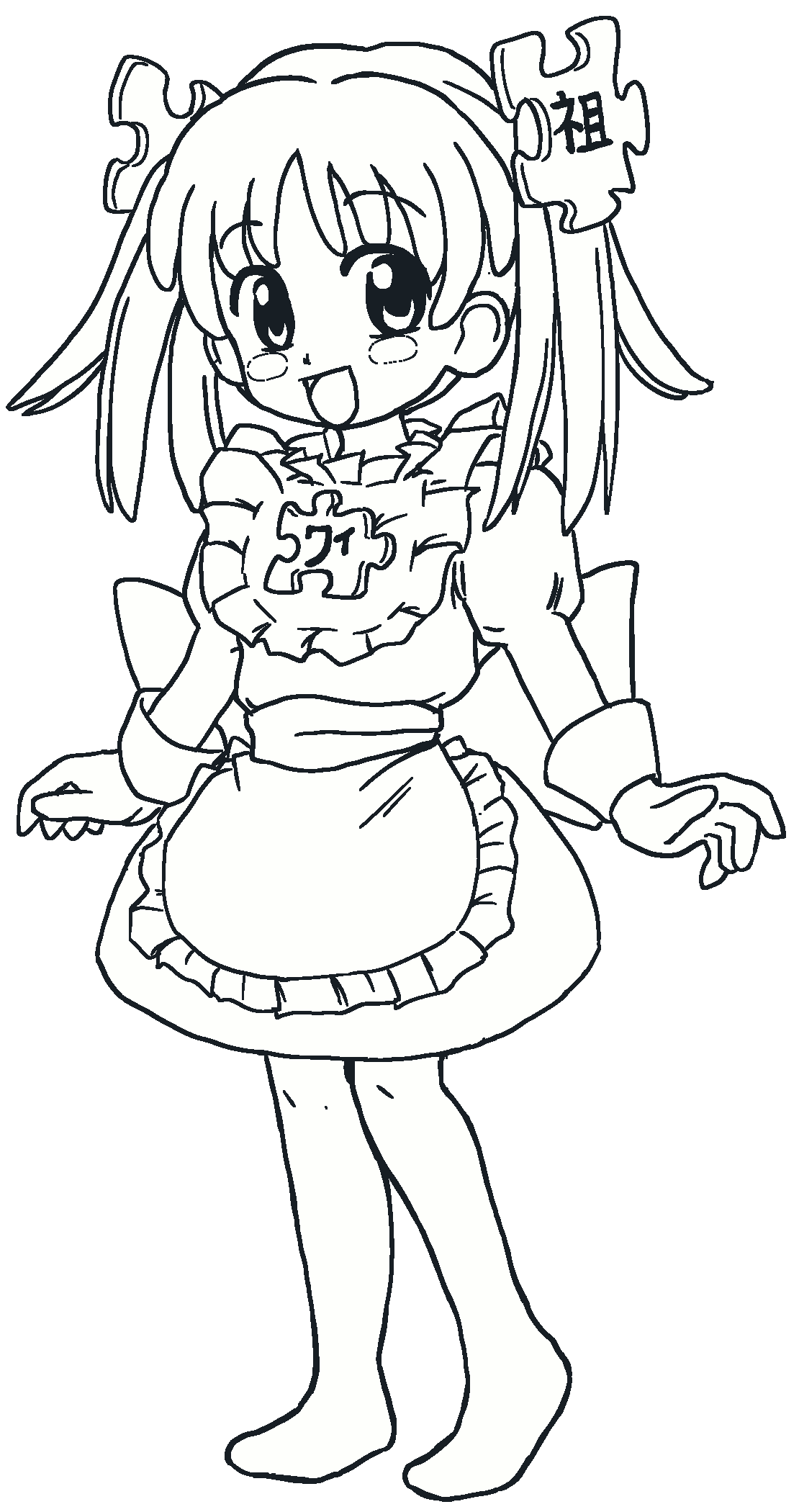
Вікіпе-тан у манґа-стилі

Професійний художник, який створює манґу, називається манґака. Часто він же є і автором сценарію, проте буває, що написання сценарію бере на себе окрема людина. Такий сценарист називається ґенсакушя (або, точніше, манга-ґенсакушя).
Майже вся манґа малюється та видається чорно-білою. Причин тому декілька — по-перше, це спадщина традиційного японського живопису, по-друге, це значно здешевлює її виробництво, по-третє, через часте видання випусків розпорядок праці манґаки такий, що на колір часу просто немає.
Окрім професійної манґи, існує манґа любительська — додзінсі, яка видається невеликими тиражами на гроші авторів. Багато нинішніх манґак починали саме як автори додзінсі.
За популярною манґою, найчастіше довгими серіалами, знімається аніме. Сценарій екранізації може значно змінюватись. Також манґа створюється на основі вже існуючого аніме або навіть неанімаційних кінофільмів, наприклад за «Зоряними війнами».
В тому чи іншому вигляді, манґа та її похідні, існують в інших країнах, зокрема в Тайвані, Південній Кореї, Китаї, США, Франції, Росії. З 2024 року, офіційно манґу українською мовою тільки почали перекладати, тому наразі мало де її знайдеш та продаж поки що в книжкових магазинах не настільки популярна.

## Етимологія

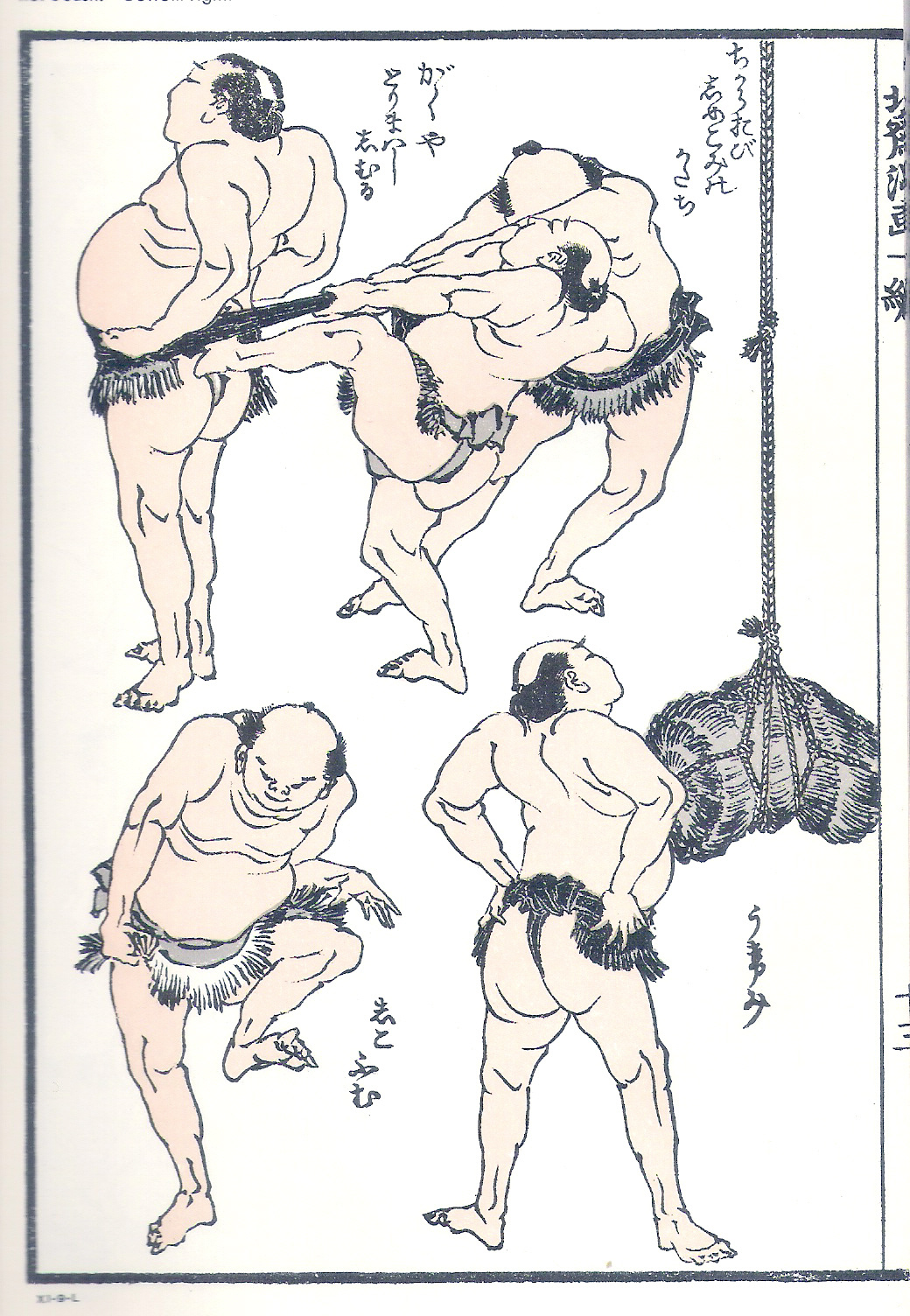
Гравюри Кацусіки Хокусая

Манґа дослівно перекладається як веселі малюнки. Цей термін виник наприкінці XVIII — початку XIX століття з публікацією робіт художників Канкея Суджукі «Манкай джуйхіцу» (1771), Санто Кедена «Шіджі-но юкікай» (1798), Мінви Аікави «Манґа хякудже» (1814) та в знаменитих укійо-е гравюрах Кацусіки Хокусая, який видав серію ілюстрованих альбомів «Хокусай Манґа» («Малюнки Хокусая») в 1814–1834 роках.
Вважається, що сучасне значення цього слова запровадив манґака Ракутен Кітадзава.
Поняття «Манґа» у світі асоціюють з коміксами виданими в Японії. У тому чи іншому вигляді, манґа та її похідні, існують в інших країнах, зокрема у Південній Кореї, Тайвані, Китаї, особливо в Гонконзі, та називаються відповідно манхва та маньхуа. Назви схожі тому, що у всіх трьох мовах це слово записується одними і тими ж ієрогліфами. У Франції існує «la nouvelle manga» (нова манґа) — форма коміксів, створена під впливом японської манґи. Комікси в стилі манґа, намальовані в США, називають «америманґа» або OEL, від англ. Original English-language manga («Манґа англомовного походження»).

## Історія

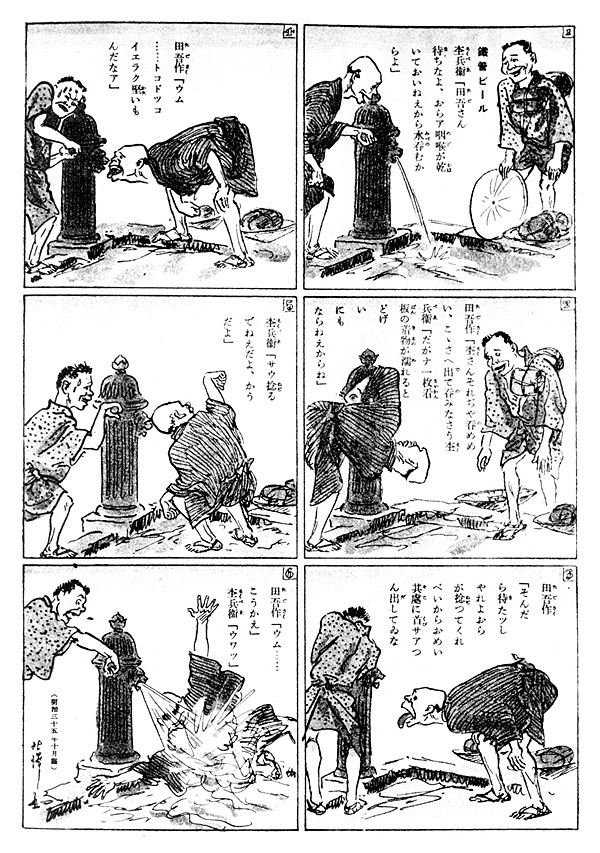
Манґа Тоґасаку то Мокубе но Токіо Кенбуцу (1902) Ракутена Кітадзави

Перші згадки про створення в Японії історій в картинках відносяться ще до XII століття, це зокрема «Веселі картинки з життя птахів та звірів» (Чьоджюджінбуцуґа) знаменитого буддійського ченця та художника Яку (або Тоба, роки життя — 1053–1140). Це чотири паперові сувої, на яких була зображена послідовність чорно-білих картинок з підписами. Героями двох перших сувоїв були тварини, що у пародійній формі розігрували сцени з життя людей, а героями двох останніх — буддійські ченці, що займалися не дуже гідною їх сану діяльністю, скажімо, боями півників. Надалі аналогічні витвори мистецтва називалися «Тоба-е», тобто «картинки в стилі Тоба».
Розвиваючись, манґа увібрала в себе традиції укійо-е. Після Реставрації Мейдзі, коли Японія відмовилася від політики ізоляціонізму та почалася модернізація країни, художники також почали вчитися у своїх іноземних колег особливостям композиції, пропорціям, кольору — речам, яким в укійо-е не приділялося уваги, оскільки ідея малюнка вважалася важливішою, ніж форма.
У період 1900–1940 років манґа була одним з модних захоплень молоді, але не мала великого впливу.
Наступний важливий етап у розвитку манґи відбувся в 1920-ті роки, коли група відомих японських художників-карикатуристів, серед яких були Ракутен Кітадзава, Іппей Окамото, Сако Сісідо, Ютака Асо та інші, відвідали Сполучені Штати, щоб зустрітися з американськими колегами та обмінятися досвідом.

Кінематографічний стиль Тедзуки Осаму. Манґа Новий Острів Скарбів

В 1923 році газета «Асахі Шінбун» почала випускати щотижневий комікс-додаток «Асахі Граф», в якому спочатку друкувалися адаптації американських комікс-серій, а потім і оригінальні японські комікси в американському стилі.
Незабаром видавці японських газет усвідомили вплив та популярність коміксів серед читачів та почали активно замовляти їх своїм художникам. Першим популярним японським коміксом цього періоду став чотирьохмалюночний (тобто кожен випуск складався з чотирьох малюнків, які розповідають одну невелику історію) Безжурний тато (Нонкі на То-сан) Ютакі Асо, створений в 1924 році.
Майже відразу ж найпопулярніші комікси почали збирати та видавати у вигляді книг. Це вже була оригінальна, на той час невідома в США ідея, але саме вона зіграла ключову роль в історії японських коміксів. Сюжети цих творів, в основному, були комедійними та сатиричними, у них зображалося та висміювалося японське суспільство.
Вже на початку XX століття почали видаватися і дитячі комікси. Три журнали цього періоду — «Шьонен Клаб» (початок видання — 1914 рік), «Шьоджьо Клаб» (початок видання — 1923 рік) та «Йонен Клаб» (початок видання — 1923 рік), відповідно, для хлопчиків, дівчаток та малюків послужили прообразами сучасних японських дитячих та юнацьких журналів.
Після приходу до влади на початку 1930-х років військових посилилася політична цензура, почалося активне переслідування та страти лібералів та соціалістів. Неохочі прямувати цим шляхом або сідати у в'язницю художники почали займатися створенням дитячих та еротичних коміксів. Останні ставали все більш популярнішими. Художнім символом епохи стала популярна дитяча манґа Суіхо Таґави «Норакуро» (1931—1941). Слід відзначити, що багато дитячих коміксів цього періоду були кольоровими, що взагалі ніколи не було характерне для Японії до цього, і не характерно зараз.
З 1937 року, коли Японія почала інтервенцію до Китаю та розв'язала масштабну японсько-китайську війну, швидко зріс потік коміксів та анімації агітаційного змісту. Усвідомлюючи їх цінність, уряд не тільки координував їх створення, але і підтримував їх матеріально. Була створена організація «Новий японський союз творців манґи» (Шін Ніппон Манґака Кекай), друкований орган якої, журнал «Манґа», виходив до самого кінця війни навіть в періоди відчайдушного браку паперу.
Рюіті Екояма в 1943 році в журналі «Манґа» опублікував фантастичний комікс «Воїн науки приходить до Нью-Йорку». У ньому вперше в історії манґи була запропонована концепція величезного бойового робота, яка зіграла ключову роль в подальшій історії як манґи, так і аніме.
На відміну від аніме, яке з кінця Другої світової війни до середини 1950-х зазнало занепаду, манґа в ці роки розвивалася досить активно. То був час буму дешевих чорно-білих коміксів. Вони видавалися на грубому папері низької якості, коштували неймовірно дешево, видавці практично нічого не платили художникам, але дозволяли їм будь-які експерименти.
Тедзука Осаму, у ті часи — студент медичного факультету, випускає в 1947 році манґу Новий Острів Скарбів. Багато в чому це була революція у світі японських коміксів. Створюючи його, Тедзука активно застосовував прийоми, які раніше не використовувалися в манзі — показ дії з різних точок зору, великі плани, «розтягання» однієї сцени на декілька малюнків, активне використання звукових ефектів та підкреслене зображення фаз руху. Фактично, манґа Тедзуки була макетом анімаційного фільму, і при цьому абсолютно цілісним та цікавим твором. Успіх перевершив всі очікування. Було продано більше 400 тис. копій. Новий Острів Скарбів, а згодом і Astro Boy стали надзвичайно популярними.
Тедзука зробив революцію у світі манґи. Новий стиль — поєднання складного, серйозного сюжету, графіки в анімаційному стилі та вільної творчості без огляду на штампи привабили безліч молодих талановитих авторів, наприклад, Мацумото Лейдзі. Манґа остаточно оформилася як абсолютно самостійний вид літератури та розділилася на безліч жанрів та піджанрів.
Так, у тому чи іншому вигляді з явищем манґи стикається практично все населення Японії. Вона існує, як частина преси.

## Публікація

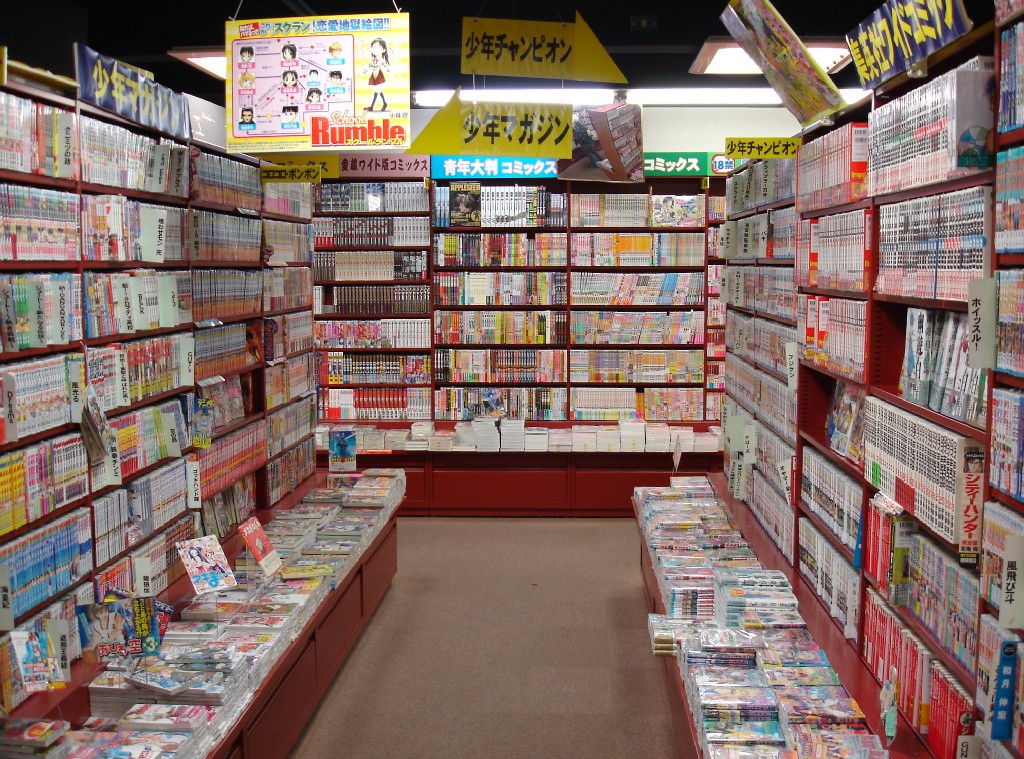
Японський магазин манґи

Манґа становить приблизно чверть від загальної вартості всієї друкарської продукції в Японії. Переважна більшість манґи спочатку публікуються в товстих (від 200 до тисячі сторінок) журналах, яких в Японії існує більше сотні, а популярні манґа-серіали пізніше перевидаються у вигляді окремих томів, так званих танкобонів.
Основою класифікацією манґи (у будь-якому форматі) є стать та вік цільової аудиторії, тому манґа для хлопців та для дівчат зазвичай легко відрізняється за обкладинкою та розташовується на різних полицях книжкового магазину. Часто на томах робляться позначки: «для шестирічних», «для середнього шкільного віку», «для читання в дорозі» та інше. Існують також відділи «Манґа на раз»: купуєш за півціни, після прочитання повертаєш за чверть суми.
Також в Японії поширені манґа-кафе (яп. 漫画喫茶, マンガ喫茶 Манґа-кісса), в яких можна випити чай або каву та почитати манґу. Оплата зазвичай погодинна: година коштує в середньому 400 єн. У деяких кафе люди за окрему платню можуть залишитися на ніч.

### Журнали

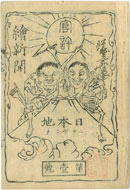
Обкладинка першого в історії МанҐа-журналу Ешібун Ніппончі (1874)

Перший журнал манґи — Ешібун Ніппончі — був створений в 1874 році.
Журналів аніме, порівнюючи з манґа-періодикою, значно менше. Манґа-журнали публікуються майже кожним великим видавництвом Японії. Більшість таких журналів виходять щонеділі, але є і щомісячні видання. У просторіччі ці журнали іменуються «телефонними книгами», оскільки дуже їх нагадують і за форматом, і за якістю друку. У таких журналах одночасно публікується відразу декілька (близько десятка) манґа-серіалів, по одному розділу (близько 30 сторінок) в кожному випуску. Окрім серіалів, у журналах друкуються і «сингли» (манґа, яка складається з одного розділу), і йонкоми. Журнали по своїй спрямованості, як і сама манґа, діляться на безліч категорій за віковою та статевою ознакою — так, наприклад, є журнали з манґою для хлопців та дівчат, для чоловіків та жінок, для дітей та інше. Найпопулярніші — це журнали для юнаків Shonen Jump та Shonen Magazine, які публікуються накладами 2,8 млн копій та 1,7 млн копій відповідно.
У журналах зазвичай використовується низькоякісний папір, тому поширена практика забарвлювання чорно-білих сторінок різними кольорами — жовтим, рожевим, червоним та іншими.

### Танкобони
Популярні манґа-серіали пізніше перевидаються у вигляді окремих томів, так званих танкобонів. Танкобон, як правило, налічує близько 200 сторінок, має розмір звичайної книги кишенькового формату, м'яку обкладинку, якісніший ніж у журналах папір, а також комплектується суперобкладинкою. Часом манґа відразу виходить у вигляді танкобонів (наприклад, хентайна), а інша ніколи так і не видається в такій формі (недостатньо успішна).
Крім того, існує поняття айдзобан (яп. 愛蔵版) — спеціальне видання для колекціонерів. Так друкується тільки найуспішніша манґа, наприклад Dragon Ball або Fruits Basket. Айдзобани видаються обмеженим накладом, на високоякісному папері та забезпечуються додатковими бонусами: футляром, іншою обкладинкою та інше.
Крім того, багато манґак люблять порадувати своїх читачів, помістивши в кінець тому манґи різні доповнення — це можуть бути сторінки з прототипами дизайну персонажів та місцевості, авторськими коментарями, просто малюнки. Іноді все це випускається окремими книгами.

### Додзінсі
Крім професійної манґи, існує манґа любительська — додзінсі, яка видається маленькими накладами на кошти авторів. Багато нинішніх професійних Манґак починали як автори додзінсі, наприклад CLAMP.
Такі відомі фестивалі коміксів, як Wonder Festival та Comiket, які набирають понад 550 тисяч відвідувачів за три дні, цілком присвячені додзінсі. Окрім оригінальних історій, які від початку і до кінця придумані авторами, зустрічаються пародії або роботи, які включають існуючих персонажів з відомих аніме та манґи. Щорічний оборот додзінсі становить у середньому 245 млн доларів.

## Стиль та характерні особливості

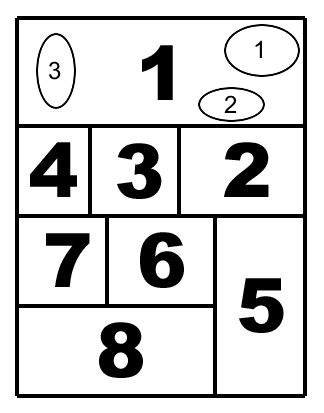
Зазвичай Манґа читається в такому порядку

Манґа за графічним та літературним стилем помітно відрізняється від західних коміксів, навіть попри те, що розвивалася під їх впливом. Сценарій та розташування кадрів будуються по-іншому, в образотворчій частині акцент робиться на лініях малюнка, а не на його формі. Малюнок може варіюватися від фотореалістичного до гротескового, проте широковідомим напрямом є стиль, характерною особливістю якого помилково вважаються великі очі. Насправді важливий не розмір очей, а увага, яку художник приділяє очам порівняно з рештою частин обличчя. Першим у такій стилістиці почав малювати Тедзука Осаму, чиї персонажі були створені під впливом героїв американських мультфільмів, зокрема, Бетті Буп (дівчата з величезними очима), а після успіху Тедзуки інші автори почали копіювати його стиль.
Читається манґа зазвичай справа наліво, причиною чому є японська писемність, в якій стовпці ієрогліфів пишуться саме так.
Раніше при виданні манґи поза Японією сторінки зазвичай дзеркально переверталися, щоб їх можна було читати так, як звично західному читачеві — зліва-направо. Деякі манґаки, зокрема Акіра Торіяма, вимагають від іноземних видавництв публікувати їх манґу в оригінальному вигляді. Тому, а також завдяки проханням отаку, видавці все частіше випускають манґу в оригінальному вигляді. Наприклад, американська компанія Tokyopop принципово не віддзеркалює манґу. Трапляється, що манґа виходить відразу в обох форматах (у звичайному та віддзеркаленому), наприклад Neon Genesis Evangelion від Viz Media.
Деякі манґаки не вважають за необхідне визначати сюжетну лінію раз і назавжди та публікують декілька робіт, в яких одні і ті ж герої відображаються то в одних взаєминах, то в інших, то знають один одного, то ні. Яскравим прикладом тому є серіал Tenchi, в якому існує понад 30 сюжетних ліній, які особливого відношення один до одного не мають, але розповідають про хлопця Тенчі та його друзів.

## Манґа у світі
Вплив манґи на міжнародний ринок коміксів істотно зріс за останні декілька десятиліть.
В Індонезії манґа стала одним з найрозвиненіших напрямів масового ринку, тому Індонезія вийшла на друге місце у світі (після Японії) за поширеністю манґи.
Також найширше за межами Японії манґа представлена в США та Канаді, Німеччині та Франції. У цих країнах існує по декілька видавництв, які займаються манґою, та сформована достатньо велика читацька аудиторія.
Неофіційні переклади манґи розповсюджуються серед отаку всього світу у вигляді сканлейтів.

### США

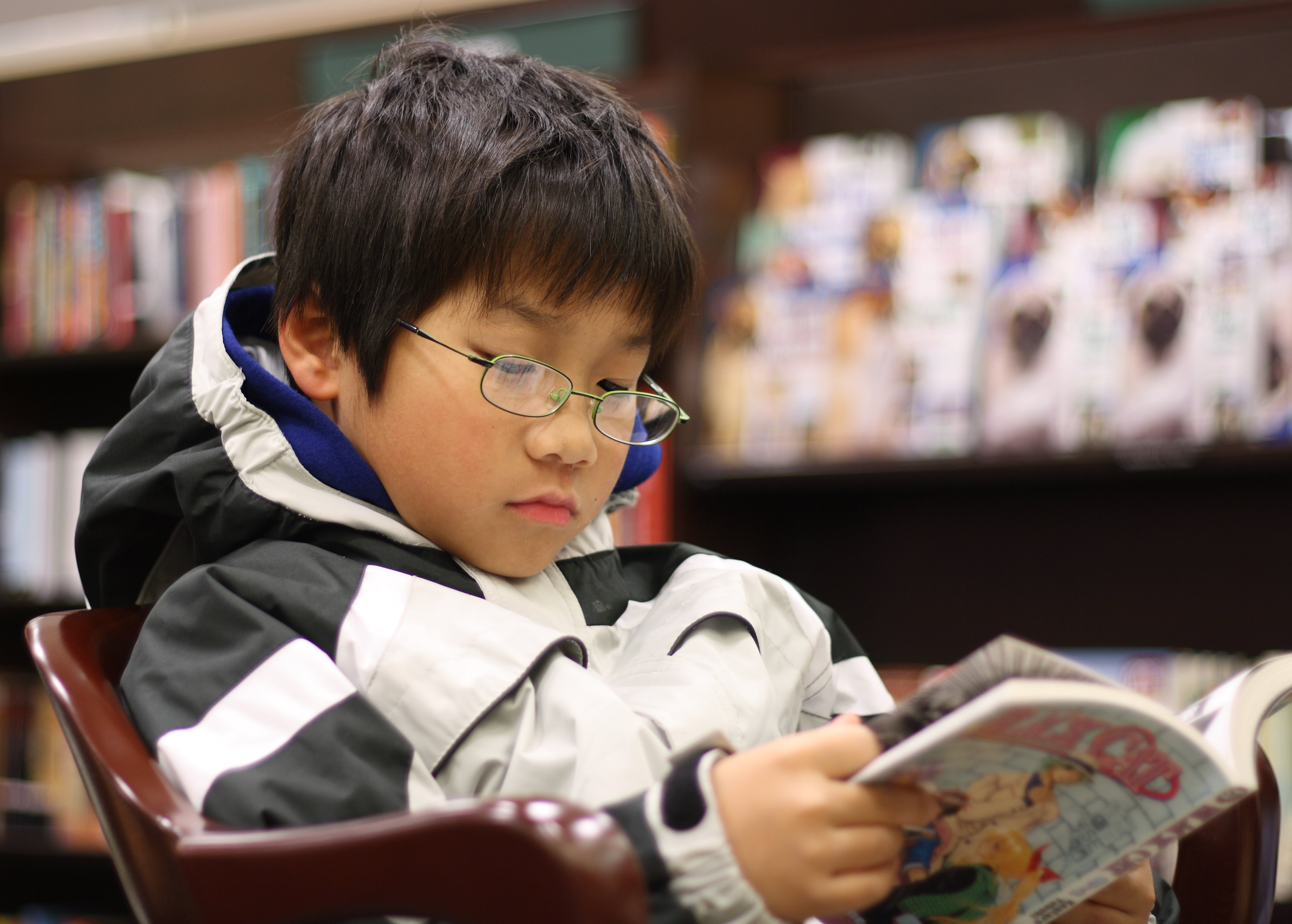
Хлопчик в американському магазині читає манґу Black Cat

Історично США були однією з перших країн, в якій почала виходити перекладена манґа. У 1970-х та 1980-х роках, на відміну від аніме, вона була практично недоступна для звичайного читача. Проте нині декілька великих видавництв цієї країни випускають манґу, зокрема Tokyopop, Viz Media, Del Rey і Dark Horse.
Однією з перших робіт, перекладених на англійську, став «Босоногий Ґен», який розповідає про ядерне бомбардування Хіросіми і Наґасакі. Наприкінці 1980-х років були випущені такі відомі твори, як Golgo 13 (1986 рік), Lone Wolf and Cub (1987 рік), Area 88 та Mai the Psychic Girl (1987 рік).
У 1986 році підприємець та перекладач Торен Сміт заснував видавництво Studio Proteus, яке співпрацювало з Viz Media, Innovation Publishing, Eclipse Comics та Dark Horse. Studio Proteus переклала велику кількість манґи, включаючи відомі серіали Appleseed та Oh My Goddess!. Успішні манґа-серії були переважно пов'язані з однойменними аніме серіалами, наприклад, популярний Ghost in the Shell та «Сейлор Мун», яка в 1995–1998 роках була опублікована більш ніж у двадцяти трьох країнах світу, включно з Китаєм, Бразилією, Австралією, США та великою частиною європейських країн. У 1996 році було засновано видавництво Tokyopop, найбільший на сьогодні видавець америманґи.
Структура ринку США та уподобання читачів досить сильно нагадують японські, хоча обсяги ринків, звичайно, набагато менші. З'явилися свої манґа-журнали: Shojo Beat, Shonen Jump USA. Статті, присвячені даній індустрії, з'являються в пресі: The New York Times, Time, The Wall Street Journal, Wired.
Американські видавництва манґи відомі своїм пуританством: твори регулярно піддаються цензурі.

### Європа

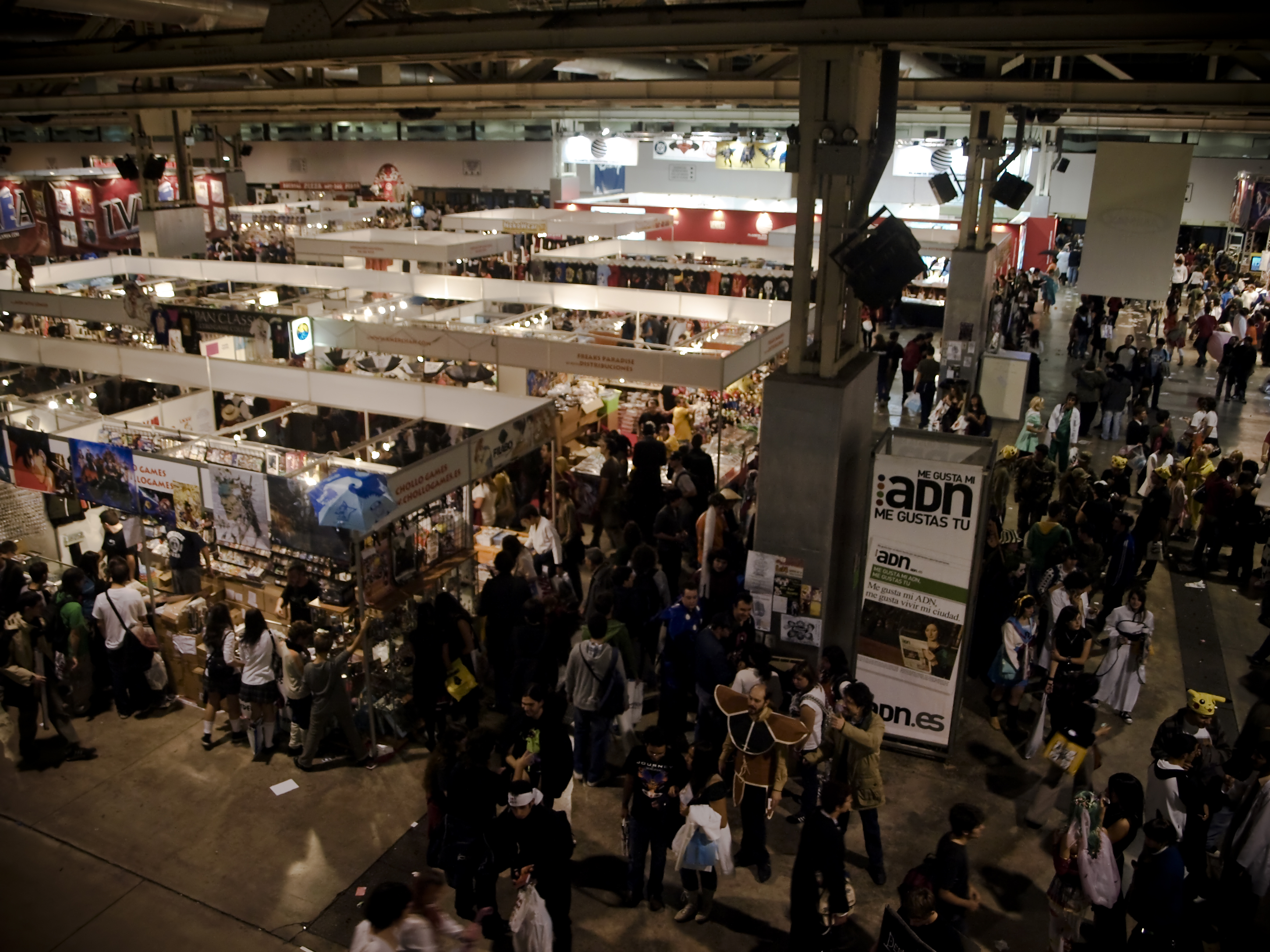
Фестиваль манґи в Барселоні, Каталонія, Іспанія (2008 рік)

Манґа прийшла в Європу через Францію та Італію, де в 1970-х роках почали показувати аніме. Нині найпоширеніша манґа у Франції та Німеччині.
У Франції ринок манґи вельми розвинений та відомий своїм різноманіттям. На сьогодні Франція — найбільший імпортер манґи в Європі. Зокрема, у цій країні популярні роботи в жанрах, що не знайшли відгуку у читачів інших країн за межами Японії, такі як, наприклад драматичні твори для дорослих, експериментальні та авангардні роботи. Не особливо відомі на Заході автори, такі як Дзіро Таніґуті, у Франції знайшли велику популярність. Це частково пояснюється тим, що в цій країні сильні позиції власної культури коміксів.
В Німеччині в 2001 році вперше за межами Японії манґа почала видаватися у форматі «телефонних книг» на японський зразок. До цього на Заході манґа публікувалася у форматі західних коміксів — щомісячними випусками по одному розділу (звичайно, перевидаючись потім у вигляді окремих томів). Було запущено два такі журнали — один для сьонен-манґи, інший — для сьодзьо. Новий для західного читача формат став успішним, і зараз майже всі закордонні манґа-видавництва відмовляються від окремих випусків, переходячи на «телефонні книги».
У 2006 році продажі манґи у Франції та Німеччині склали 212 млн доларів.

### Україна
На початку 2009 року у видавництві «Зелений пес / Гамазин» був виданий український переклад першого, а в 2011 році — другого томів манґи Босоногий Ґен авторства Накадзава Кейдзі; але з запланованих 10 було видано українською лише ці 2 томи.
У 2010 році видавництвом «Перо» було випущено вісім манґ українською: Бізенгаст («Bizenghast»), Warcraft. Легенди, («Warcraft. Legends»), Зоряний шлях. До нових зірок («Star Trek»), Поцілунок вампіра: Кровні брати («Vampire Kisses: Blood Relatives»), Принцеса Аі («Princess Ai»), Персиковий пух («Peach Fuzz»), «Ангели ковчега» (Ark Angels) та «Ван-Вон Хантер» («Van Von Hunter»).
У 2020 році почали офіційно видавати манґу, першою ліцензією стала манґа під назвою «Чі. Життя однієї киці» видавництва Наша Ідеа, почали видавати манґу Ательє чаклунських капелюхів, Radiant, в 2021 також почали видавати манґи: Ґаннібал, Кохання на кінчиках пальців і видали всі томи манґи (однієї серії) Хочу з'їсти твою підшлункову.
Згодом видавництво Мольфар Комікс анонсували та видали перші томи манґ «Інша», «Книга магії з нуля», анонсували ліцензію на манґу «Блам!», «Fate/Grand Order», «Інтерв'ю з дівчиною монстром», а також анонсували перше ранобе: «Вовчі діти Аме і Юме».
Неофіційним видавництвом манґи та ранобе українською займався в минулому Аніме-клуб «Міцурукі». 2018 року клуб подарував Херсонській обласній науковій бібліотеці імені Гончара та Дніпровській центральній міській бібліотеці набір книжок, що пропагують японську молодіжну культуру. Також низку примірників було подаровано бібліотекам Києва (Публічна бібліотека імені Лесі Українки), Тернополя та Харкова.

## Нагороди

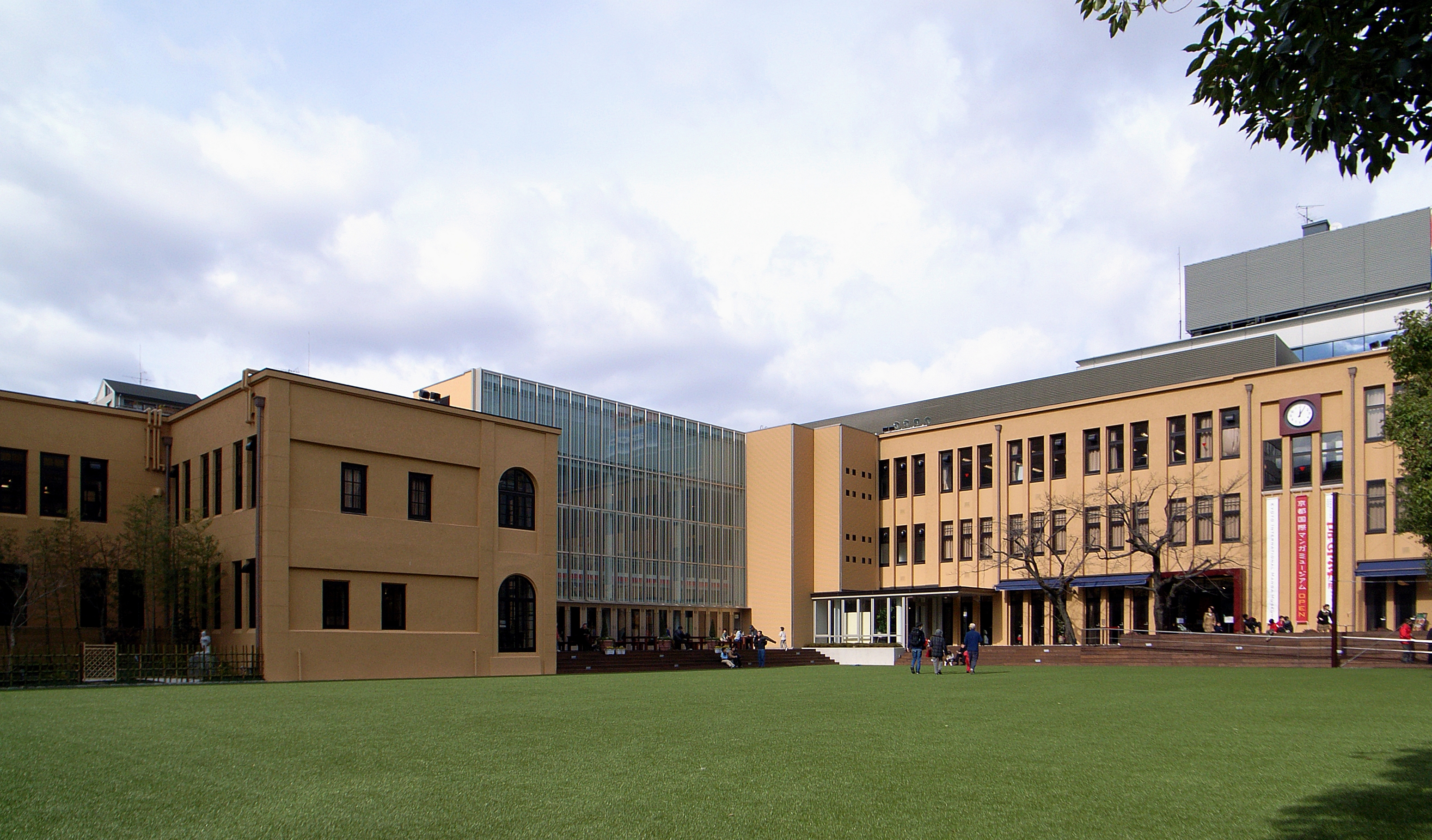
Кіотський міжнародний музей манґи

У японській манґа-індустрії існує велика кількість нагород, які спонсоруються великими видавництвами. Як приклад можна навести такі: Dengeki Comic Grand Prix, Премія манґи видавництва Kodansha, Seiun Award, Премія Shogakukan, Нагорода Тедзуки, Культурна премія імені Тедзуки Осаму та інші.
У 2007 році почала видаватися міжнародна премія International Manga Award, за отримання якої змагалися художники Китаю, Німеччини, Франції, Малайзії, Тайваню, Великої Британії, Росії та Іспанії. На думку прем'єр-міністра Японії Таро Асо, великого шанувальника манґи та аніме, заснування цієї премії дозволить закордонним художникам поглибити своє розуміння культури Японії. Також серед міжнародних конкурсів найпочеснішим є щорічний Міжнародний фестиваль коміксів (Festival International de la bande dessinée) у Франції (бере участь тільки манґа, перекладена на французьку).